# Heraldika

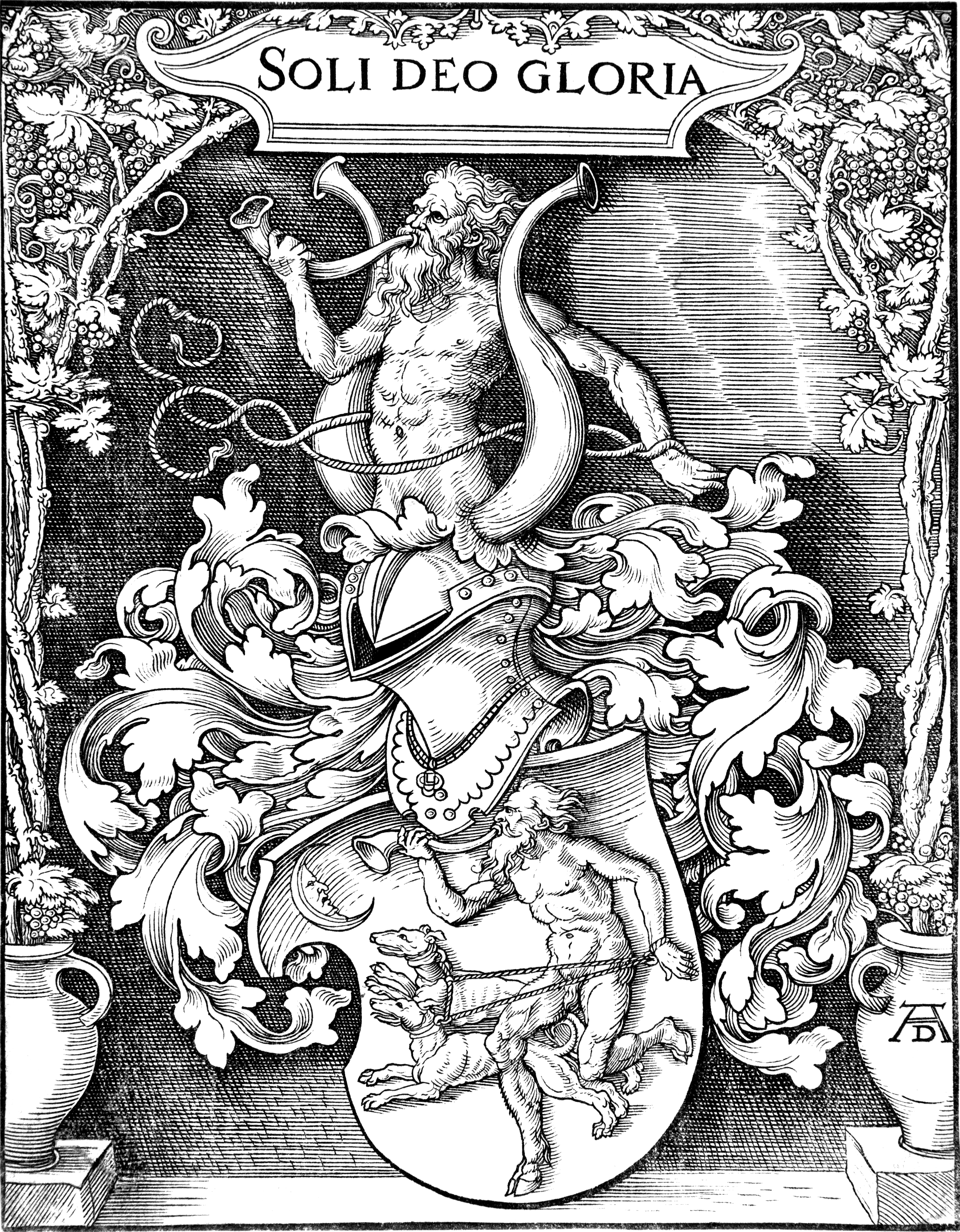
Erb s kolčí přilbou, točenicí, ozdobami a přikrývadly

Heraldika (z latinského heraldus – herold) je pomocná věda historická, která se zabývá studiem souhrnu pravidel a zvyklostí, podle nichž se znaky a erby tvoří, popisují, určují a kreslí.
Právo vést erb, čili držet znak a dědit ho, měly právnické i fyzické osoby. Samostatnou pomocnou vědou historickou se heraldika stala v polovině 19. století. Zahrnuje v sobě i studium vzniku znaků, jejich vývoje a užívání. Nezkoumá jen šlechtické erby, ale i znaky států, měst, korporací. Spolupracuje zejména s vexilologií (nauka o vlajkách), sfragistikou (nauka o pečetích), kampanologií, genealogií a dějinami umění.

## Vznik heraldiky

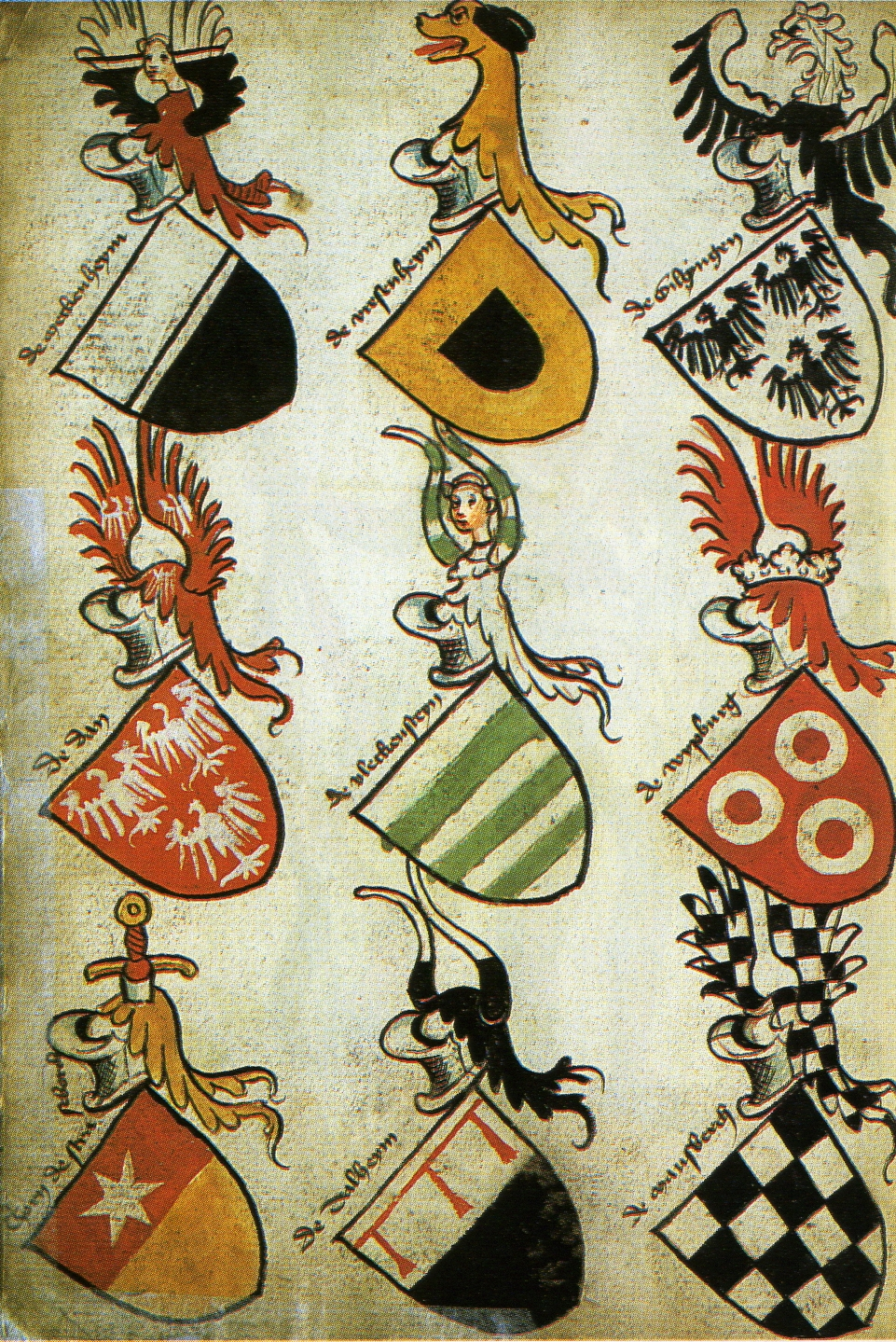
Erby z 15. století

Heraldika ve smyslu vytváření a užívání erbů vznikla v první polovině 12. století, kdy se v letech 1135 až 1155 objevují první znaky ve většině evropských zemí (Anglie, Francie, Itálie, Německo, Španělsko). V Čechách se za první erb považuje plamenná orlice dochovaná na pečeti Přemysla Otakara I. z roku 1192.
Různé znaky a znamení si samozřejmě malovali válečníci na své štíty již dávno před tím (Číňané, Egypťané, Peršané). Nejednalo se však o erby ve smyslu heraldickém, neboť je dokázáno, že jejich funkce byla pouze dekorativní. V tomto období (tzv. předheraldické) není ještě erb (resp. štít) spojován s konkrétní osobou a není dědičný v rámci rodu, na čemž je heraldika postavena.
Jedinou výjimkou v tomto je systém štítových znamení, která užívaly velké athénské rodiny v 6.–5. století před naším letopočtem. I ta byla, stejně jako středověké erby, užívána dědičně.

## Štít a erb
Základní jednotkou heraldiky jsou štít a na něm umístěné znamení, zvané erb. Rytíř jedoucí do boje na koni byl obklopen pěší čeledí. Aby jej družina rozeznala, označil se rytíř výrazným barevným znamením na štítě. Dalšími erby se označoval oděv. Dalším rozlišovacím znamením byl klenot, upevněný na rytířově helmici (přilbě).

## Erbovní listy
Listina vydávaná nejčastěji panovníkem, případně palatinem či heroldií, povyšující příjemce do šlechtického stavu a udělující erb, případně erb polepšující nebo potvrzující. Nejstarší český erbovní list se zachoval v opisu. Císař Karel IV. povýšil do panského stavu Království českého 16. dubna 1360 Jetřicha z Portic a udělil mu erb, s nímž mohl disponovat po vymření pánů z Leuchtenberka. Nejstarší městskou erbovní listinu v Česku vydal v roce 1416 král Václav IV. pro Slavkov u Brna. Poslední erbovní listiny byly vydány v říjnu 1918 císařem Karlem I.

## Významní čeští heraldici
- Bartoloměj Paprocký z Hlohol a Paprocké Vůle (1540/1543–1614)
- František Antonín Rybička (1812–1899)
- Rudolf Johann Meraviglia-Crivelli (1833–1890)
- Martin Kolář (1836–1898)
- August Sedláček (1843–1926)
- Vojtěch Král z Dobré Vody (1844–1913)
- Josef Milde (1900–1968)
- Bohumír Lifka (1900–1987)
- Břetislav Štorm (1907–1960)
- Karel VI. Schwarzenberg (1911–1986)
- Zdeněk Maria Zenger (1913–1988)
- Jiří Louda (1920–2015)
- Adolf Karlovský (1922–1995)
- Milan Buben (* 1946)
- Pavel R. Pokorný (1947–2014)
- Zdirad J. K. Čech (1949–2022)
- Miroslav Pavlů  (* 1954)[3]
- Zdeněk Velebný (* 1957)[4]
- Jan Tejkal[5]

### Periodika
- Genealogické a heraldické listy, Česká genealogická a heraldická společnost v Praze, Praha 1993–dosud
- Heraldická ročenka, Heraldická společnost v Praze, Praha 1974–dosud
- Genealogické a heraldické informace, Moravská genealogická a heraldická společnost, Brno 1981–dosud
- Heraldika a genealogie, Klub pro českou heraldiku a genealogii, Praha 1968–2011 (zánik klubu)
- Adler, Zeitschrift für Genealogie und Heraldik, Vídeň, v letech 1891-1940 ročenka, od roku 1947 dosud měsíčník stejnojmenné heraldické společnosti Archivováno 22. 5. 2022 na Wayback Machine.

#### Praxe
- Blason
- Herold

#### Jednotlivé druhy heraldiky
- Cechovní heraldika
- Církevní heraldika
- Heraldika institucí
- Městská heraldika
- Rodová heraldika
- Zemská heraldika

#### Příbuzné vědy
- Emblematika
- Genealogie
- Sfragistika
- Vexilologie
- Vexilologické názvosloví

#### Ostatní
- Obecné figury
- Hrad Lauf v Bavorsku s unikátní kolekcí českých erbů na zdech